# Mcely
Mcely település Csehországban, a Nymburki járásban. Mcely Jabkenice, Křinec, Loučeň, Seletice és Jíkev településekkel határos. Lakosainak száma 408 fő (2024. január 1.).

## Népesség
A település lakosságának változását az alábbi diagram mutatja:
| Lakosok száma | 845  | 745  | 840  | 582  | 430  | 378  | 375  | 381  | 402  | 408  |
|               | 1869 | 1900 | 1921 | 1961 | 1980 | 2011 | 2016 | 2019 | 2021 | 2024 |